# Guys and Dolls (Musical)

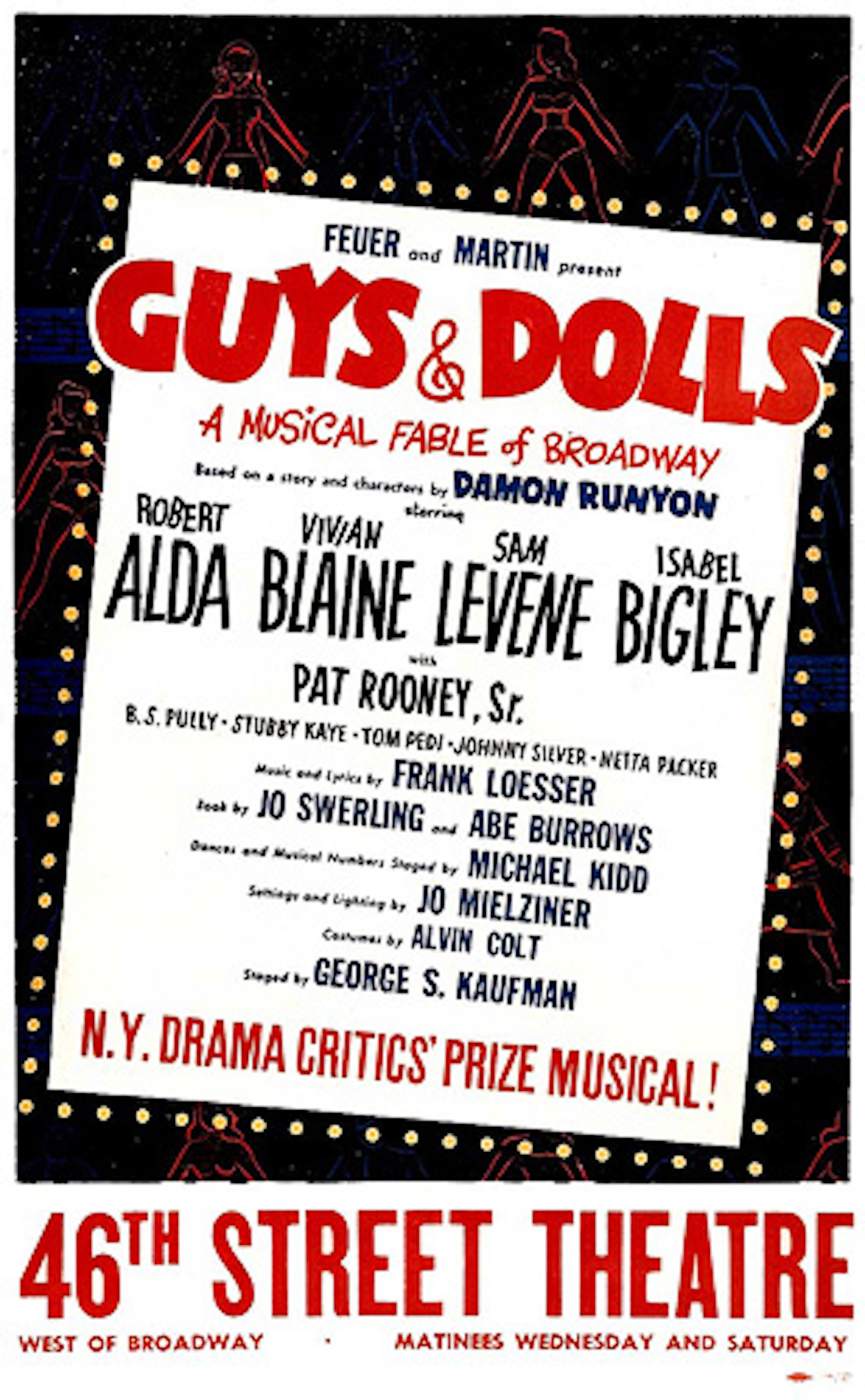
Plakat der Original-Broadway-Produktion von Guys and Dolls (1950)

Guys and Dolls ist ein Musical in zwei Akten mit Musik und Gesangstexten von Frank Loesser. Das Buch stammt von Abe Burrows und Jo Swerling nach Motiven der Kurzgeschichte The Idyll Of Miss Sarah Brown von Damon Runyon, weitere Handlungselemente und Figuren wurden aus anderen Geschichten Runyons entlehnt, besonders aus Pick the Winner.
 Die Uraufführung fand am 24. November 1950 im 46th Street Theatre in New York statt. Mit 1200 Aufführungen war das Musical ein sehr großer Erfolg. Das Stück wurde von Cy Feuer und Ernest Martin produziert, George S. Kaufman führte Regie, Michael Kidd erarbeitete die Choreografie.
Die Eröffnung im Londoner West End war am 28. Mai 1953 im Coliseum Theatre; das Musical wurde dort 555 mal aufgeführt. Die deutschsprachige Erstaufführung fand am 26. Mai 1969 im Theater Bremen in einer Übersetzung von Janne Furch statt.

## Inhalt
Erster Akt
Nathan Detroit veranstaltet illegale Glücksspiele. Weil die Staatsgewalt in Gestalt von Lieutenant Brannigan immer ein wachsames Auge auf die Spielergemeinde hat, muss der Veranstaltungsort ständig gewechselt werden. Nur noch Joey Biltmore ist bereit, Nathan seine Garage für die nächste Runde des ältesten mobilen Würfelspiels zu vermieten. Dafür will er allerdings von Nathan 1000 Dollar, und das im Voraus. Da muss sich Nathan was einfallen lassen.
Nun weilt gerade der bekannte Spieler Sky Masterson in New York. Nathan beabsichtigt ihn übers Ohr zu hauen, um an das benötigte Geld zu kommen. Die beiden schließen eine Wette ab: Sky meint, er könne jedes Mädchen, das Nathan ihm nennt, dazu überreden, mit ihm nach Havanna zu fliegen. Nathan freut sich und bestimmt als Opfer die Heilsarmee-Sergeantin Sarah Brown. Daraufhin taucht Sky, den reuigen Sünder mimend, in der Mission auf und verspricht, zwölf waschechte Sünder aufzutreiben, wenn Sarah ihn nur nach Havanna begleite. Sein erster Versuch scheitert: sein schriftliches Versprechen landet im Papierkorb und sein Kuss wird mit einer Ohrfeige erwidert. Sky gibt nicht auf und spürt Sarah auf, auf die richtige Gelegenheit wartend. Als General Cartwright unerwartet die Mission besucht und Sarah mit der Schließung konfrontiert, nimmt Sarah das Angebot von Sky an und begleitet ihn nach Havanna.
Währenddessen hat Nathan mit der Dame seines Herzens, dem Hot-Box-Star Adelaide, so seine liebe Not. Adelaide wartet schon seit 14 Jahren auf die Heirat mit Nathan und wird nun mit ihrem Wunsch aufdringlicher. Im Gegensatz zu ihr hat Nathan keine Eile und will seine Freiheit genießen. Als Lieutenant Brannigan Nathan Detroit, umgeben von einer Gruppe reicher Männer, trifft, welche gerade auf dem Weg zur nächsten Spielrunde sind, geben diese als Alibi an, es handelt sich bei der Versammlung um einen Polterabend und weihen die vollkommen ahnungslose Adelaide ein, welche an die Wahrheit der Geschichte glaubt.
Als Sarah und Sky aus Havanna zurückkehren, werden sie von der Razzia, die ausgerechnet in der Missionsstation stattfindet, überrascht. Dort veranstaltete Nathan seine Würfelspiele. Sarah fühlt sich von Sky hintergangen und bricht den Kontakt zu ihm ab.

Zweiter Akt
Adelaide merkt den Betrug erst, als ihr Zukünftiger nicht zum vereinbarten Hochzeitstermin erscheint. Der frönt nämlich gerade untertags dem Glücksspiel. Zu dieser Spielerrunde stößt Sky. Er gibt vor, die Wette verloren zu haben und bietet den Zockern ein neues Spiel an. Diese verlieren – und müssen ihm nun alle zur Mission folgen und ihre Sünden bekennen.
Den beiden Frauen ist ohnehin längst aufgegangen, dass „der Mann an sich“ nur durch die Frau zivilisiert werden kann. Und so ehelicht Adelaide Nathan und Sarah Sky.

## Vorgeschichte
Der Weg zum erfolgreichen Musical war holprig und erforderte viel Geduld.
Die erste Herausforderung war Geld für eine Show aufzutreiben, welche noch keinen Regisseur hatte. Daher waren Frank Loesser und seine Frau einen ganzen Sommer lang damit beschäftigt, den potenziellen Financiers die Musik vorzustellen. Überraschenderweise für Frank Loesser selbst wurde ausgerechnet Georg Kaufmann, ein vielseitiger Theatergigant, zum „entzückenden, enthusiastischen Publikum“, welcher eine Inszenierung zusagte. Der Schlüssel zum Erfolg war Max Gordon, welcher rund 75 Broadway-Erfolge hatte, und ein Freund von Georg Kaufmann war. Auf sein Telegram mit den Worten: „Hörte die Musik von 'Guys and Dolls'. Das beste seit Jahren. Loesser will sofort wissen, wie Du dazu stehst. Empfehle Dir dringend, es zu machen.“, woraufhin Kaufmann seine Residenz in Frankreich verließ und sich nach New York eilte. Mit Kaufmann als Regisseur kam auch Geld für die Show.
Frank Loesser wurde in die Rollenverteilung eingebunden und seine Auditionen wurden als etwas merkwürdig bezeichnet. Er ließ die Sänger zuerst Blue Skies und dann Happy Birthday immer wieder singen, höher und höher, lauter und lauter, sie sollten wie Gammler aussehen und wie Verbrecher sprechen. Er ließ sogar die Sänger um „Hilfe“ rufen.
Vivian Blaine spielte Miss Adelaide, Sam Levene den Würfelspieler Nathan Detroit, Isabel Bigley Sarah Brown und Robert Alda den wettgierigen Sky Masterson.
Mit dem eingetretenen Erfolg rechnete niemand. Für einen Parkettsitz wurden 9,60 US-Dollar verlangt.

## Bekannte Musiknummern
- A Bushel and a Peck
- If I Were a Bell
- Luck Be a Lady
- I’ve never been in Love before
- My Time of Day
- A Woman In Love
- I’ll Know
- Sit Down, You´re Rockin´ the Boat
- Sue me

## Verfilmung
Das Musical wurde 1955, ebenfalls unter dem Titel Guys and Dolls (dt. Schwere Jungs – leichte Mädchen), von Joseph L. Mankiewicz u. a. mit Frank Sinatra und Marlon Brando verfilmt.

## Auszeichnungen
Das Musical erhielt 1951 Tony Awards in den Kategorien: Bestes Musical, Beste Theaterregie, Bester Hauptdarsteller, Beste Nebendarstellerin, Beste Choreografie.